# Peter J. Weinberger

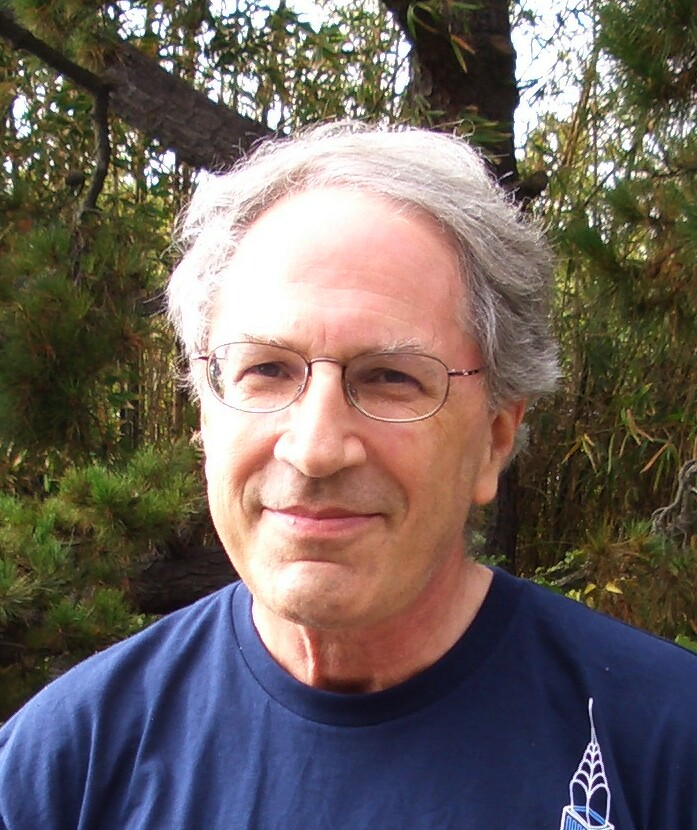
Peter J. Weinberger 2009

Peter Jay Weinberger (* 6. August 1942 in New York City) ist ein US-amerikanischer Mathematiker und Informatiker.
Weinberger besuchte das Swarthmore College (Bachelorabschluss 1964) und wurde 1969 bei Derrick Henry Lehmer in Mathematik (Zahlentheorie) an der University of California, Berkeley promoviert (A proof on a conjecture of Gauss on class number two). Als Post-Doktorand war er bei der Bellcomm Inc. 1970 bis 1976 war er Assistant Professor für Mathematik an der University of Michigan in Ann Arbor. Ab 1976 war er bei den Bell Labs von AT&T. 1983 wurde er dort Abteilungsleiter Computer Science Research und 1990 Direktor des Software and System Research Labs.
Bekannt wurde er durch seine Arbeit bei Bell Labs, wo er 1977 zusammen mit Alfred V. Aho und Brian W. Kernighan die Programmiersprache Awk entwarf (das „W“ in AWK steht für Weinberger). 
Seit 2003 arbeitet er für Google Inc.

## Werke
- mit Alfred V. Aho und Brian W. Kernighan: The AWK Programming Language. Addison-Wesley, 1988, ISBN 0-201-07981-X